# Schloss Waardenburg

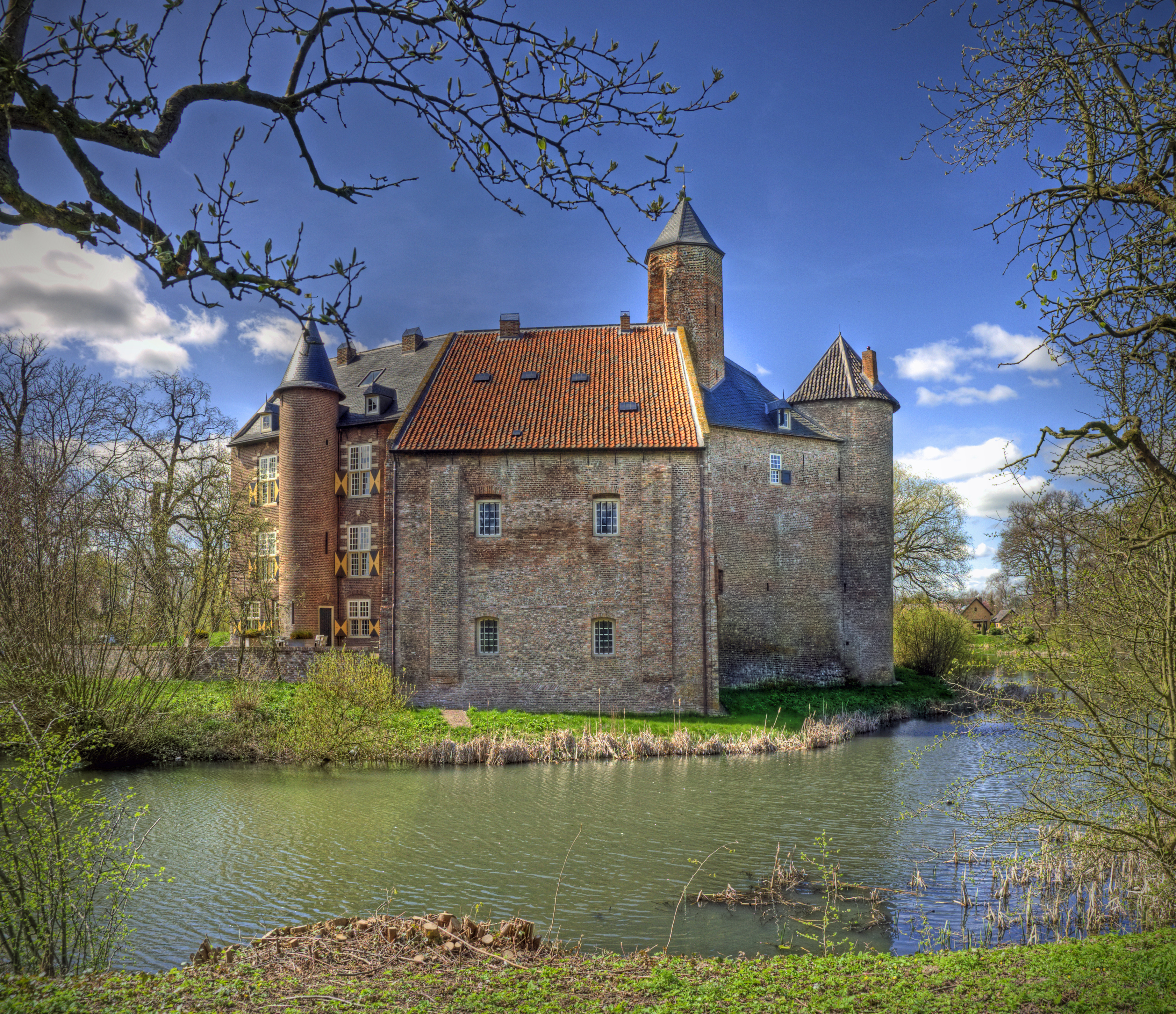
Schloss Waardenburg

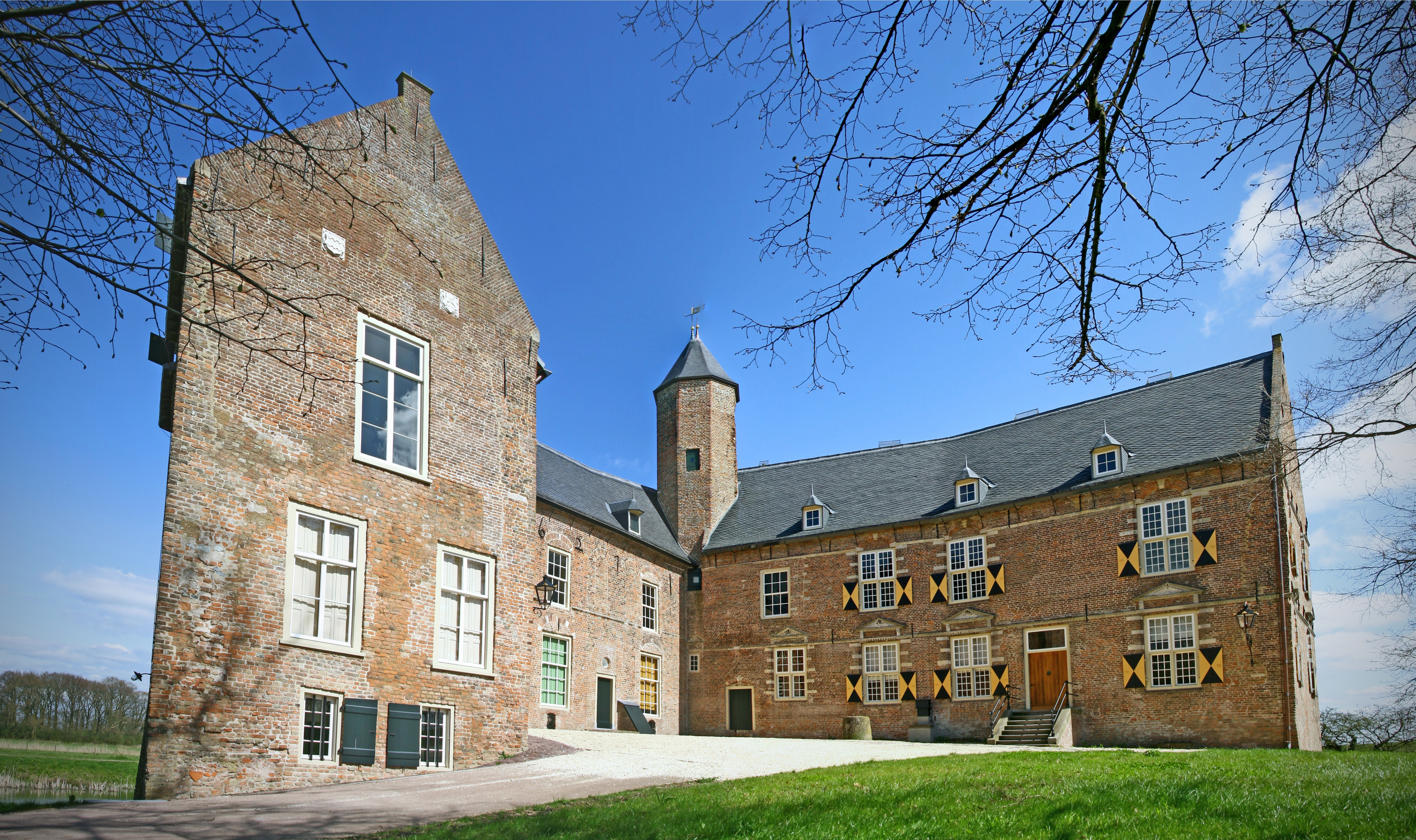
Haupteingang

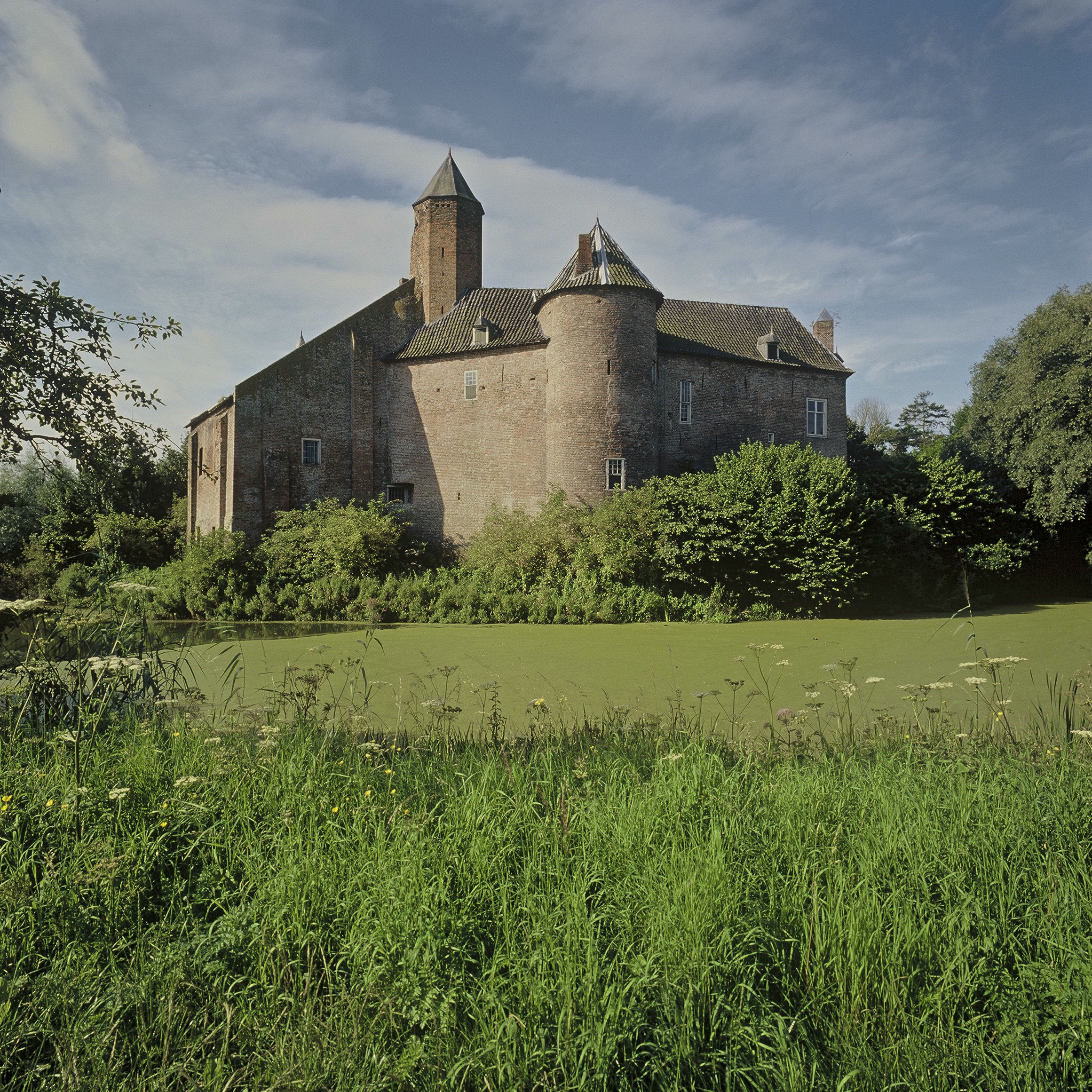
Nordostansicht

Schloss Waardenburg (niederländisch Kasteel Waardenburg), auch Weerdenburg genannt, ist eine mittelalterliche Burg in Waardenburg in der Gemeinde West Betuwe in der niederländischen Provinz Gelderland.

## Geschichte
Das Gründungsdatum der Waardenburg ist genau bekannt: Am 5. August 1265 schenkte Graf Otto II. von Geldern die Dörfer Hiern, Neerijnen und Opijnen dem Ritter Rudolph de Cock, der im Gegenzug seine Besitztümer in Rhenoy aufgab. Als dieser Rudolph das Dorf Hiern (der frühere Name des Dorfes Waardenburg) als Lehen erhalten hatte, wollte er sich auch dort niederlassen. Also bat er den Lehnsherrn um die Erlaubnis, ein Haus zu bauen. Graf Otto erteilte die Erlaubnis, aber der Bau sollte nicht mehr als 300 Pfund kosten.
Rudolphs gleichnamiger Sohn trat die Nachfolge an und baute das Haus, später auch sein Sohn Johan. Aus der Ehe von Gerard de Cock und Henrica van Culemborg ging nur die Erbin Agnes hervor, die die Besitztümer durch Heirat (kurz vor 1385) an Willem van Broeckhuysen übergab. Im Jahr 1415 starb er und das Gebäude ging an das älteste von neun Kindern, Willem, über. Als dieser Willem bald darauf starb, ging es an seinen Bruder Johan van Broeckhuysen (laut der Waardenburger Chronik ein großer und beleibter Mann), der Adriana van Brakel heiratete. Ihr Sohn Gerard van Broeckhuysen heiratete 1434 Walraven aus dem Hause Brederode. Ihr Sohn Johan erhielt den Besitz der Waardenburg im Alter von etwa zehn Jahren und starb 1468. Im Jahr 1470 trat sein einziger, noch minderjähriger Sohn Gerard seine Nachfolge an. Seine Schwester Walraven trat 1494 seine Nachfolge an und heiratete Otto van Arkel, wodurch das Gebäude in diese Familie überging.
Im Jahr 1574 wurde die Burg von Ludwig Graf von Nassau, dem Bruder von Prinz Wilhelm I., zerstört. Die damalige Bewohnerin, Katharina von Geldern, uneheliche Tochter von Karl von Egmond, Witwe von Walraven van Arkel, sympathisierte mit der spanischen Seite und weigerte sich, sich zu ergeben. Der Schaden war beträchtlich und das Schloss erholte sich nie wieder. Ihr Enkel, Thomas van Thiennes, verkaufte es 1618 an Johan Vijgh. Im Jahr 1700 wurde es von der friesischen Adelsfamilie van Aylva gekauft. Im Jahr 1800 heiratete Anna Jacoba Wilhelmina van Aylva Frederik Baron van Pallandt. Die Familie van Pallandt besaß das Schloss bis zum Tod von Julie Eliza Baronin van Pallandt (1898–1971). 1971 wurde die Waardenburg von ihrem Cousin zweiten Grades, Junker C.L.H. Vredenburch (1932), geerbt, der sie 1975 in Erbpacht an den Verband Het Geldersch Landschap/Vrienden der Geldersche Kasteelen übergab.

## Architektur
Die erste Burg war wahrscheinlich aus Holz gebaut. Der Sohn des Gründers, Rudolph de Cock, baute 1283 „den sael ende ronde toern“. Im Jahr 1355 baute der vierte Herr, Johan de Cock, einen großen quadratischen Turm mit vier Stockwerken, Dach, Wehrgang und Bögen im östlichen Teil mit der Ringmauer und der äußeren Vorburg. Dieser Bergfried existiert noch, ist aber jetzt ein Stockwerk niedriger und hat ein Pultdach. Außerdem ließ Herr Johan eine Ringmauer und einen Wassergraben errichten, die die Burg und die Vorburg umgaben. Dadurch wurde sie zu einer großen Ringburg.
Nach ihrer Zerstörung im Jahr 1574 wurde die Ruine 1627 wieder bewohnbar gemacht. Im Jahr 1895 restaurierte der Eigentümer das Gebäude und fügte einen Turm an der Ostseite hinzu. Die Burg wurde im Zweiten Weltkrieg bei der Bombardierung der nahe gelegenen Brücke von Bommel beschädigt und 1957 für unbewohnbar erklärt. A.F. van Goelst Meyer (1892–1990) führte dann eine umfangreiche Restaurierung durch. Das Gebäude hat heute nur noch etwa die Hälfte seiner ursprünglichen Größe, wobei hauptsächlich alte Teile erhalten geblieben sind.

## Besitzer von Waardenburg und Neerijnen seit 1700
Tjaard van Aylva (?–1705), Herr von Waardenburg und Neerijnen (durch Kauf im Jahr 1700; 1701 zugunsten seines Sohnes Cornelis aufgegeben); heiratete 1683 Margaretha van Gendt, Dame von Waardenburg und Neerijnen (1656–1741) (wurde 1707 Dame nach Übertragung durch ihren Sohn Cornelis).
- Cornelis van Aylva, Herr von Waardenburg und Neerijnen (von 1701 bis 1707 und erneut nach 1743) (1684–1745)
  - Tjaard van Aylva, Herr von Waardenburg und Neerijnen (von 1745 bis 1751) (1712–1757), übertrug die Herrschaften an seine Tante Judith Marie
- Judith Marie van Aylva, Dame von Waardenburg und Neerijnen (ab 1751) (?–1756)
- Agatha Wilhelmina van Aylva (1690–1763); verheiratet 1716 mit Hans Willem van Aylva (1695–1722)
  - Hans Willem van Aylva (1722–1751)
    - Hans Willem Freiherr von Aylva, Herr von Waardenburg, Neerijnen etc. (1751–1827) (wurde 1773 nach dem Tod seines Großonkels Hobbe Esaias van Aylva Gutsherr).
      - Frau Anna Jacoba Wilhelmina van Aylva (1778–1814); verheiratet im Jahr 1800 mit Herrn Frederik Willem Floris Theodorus Baron van Pallandt, Herr von Keppel usw. (1772–1854). (1772–1853)
        - Hans Willem van Aylva Freiherr von Pallandt (1804–1881)
          - Herr Willem Constantijn Baron van Pallandt, Herr von Waardenburg und Neerijnen (1836–1905)
          - Adolf Jacob Carel Baron van Pallandt, Herr von Neerijnen (1838–1920)
            - Hans Willem Baron van Pallandt, Herr von Waardenburg und Neerijnen (1866–1929)
              - Julie Eliza Baronin van Pallandt, Dame von Waardenburg und Neerijnen (1898–1971)

            - Eliza Dorothea Baronin van Pallandt (1878–1972); verheiratet 1903 mit Gerald Ernest Baron van Tuyll van Serooskerken (1872–1944)
              - Eliza Dorothea Baronin van Tuyll van Serooskerken (1906–1976); verheiratet 1931 mit Herrn Hendrik Frederik Lodewijk Karel van Vredenburch (1905–1981)
                - Junker Carel Lodewijk Hendrik van Vredenburch, Herr von Waardenburg und Neerijnen (1932)
- Hobbe Esaias van Aylva, Herr von Waardenburg und Neerijnen (ab 1757 als Erbe seiner Schwester) (1695–1772)

## Trivia
- Das Schloss ist auch durch die Faust-Sage bekannt. Nach einer gelderländischen Volkssage soll Doktor Faust dort übernachtet haben.